# Diga d'Isola
La diga d'Isola è una diga ad arco situata in Svizzera, nel Canton Grigioni, nei pressi della località turistica di San Bernardino.

## Descrizione
Ha un'altezza di 45 metri e il coronamento è lungo 290 metri. Il volume della diga è di 75.000 metri cubi.
Il lago creato dallo sbarramento, il lago d'Isola ha un volume massimo di 6,5 milioni di metri cubi, una lunghezza di 2 km e un'altitudine massima di 1604 m s.l.m. Lo sfioratore ha una capacità di 300 metri cubi al secondo.
Le acque del lago vengono sfruttate dall'azienda Officina Idroelettrica di Mesolcina di Mesocco.
È possibile vedere la diga passando dall'autostrada A13, dalla strada cantonale, o in inverno, nelle vicinanze passa una pista di sci di fondo.